# 别对熊猫说不

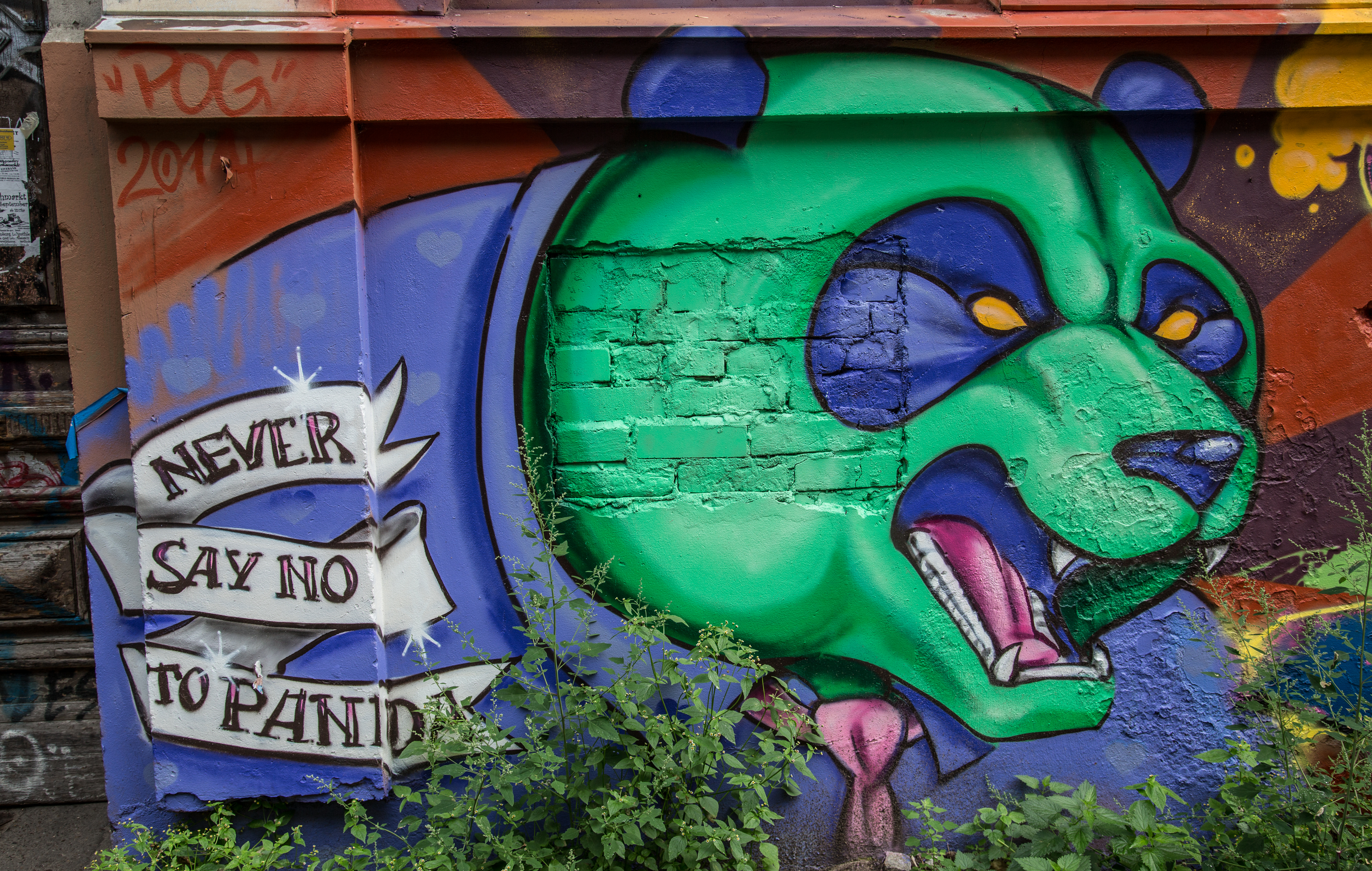
德国柏林的一处“别对熊猫说不”壁画

《别对熊猫说不》（埃及阿拉伯語： [ˈbændæ mæjetʔæl.læˈhæːʃ læʔ]）是埃及廣告公司優勢營銷（Advantage Marketing）为阿拉伯乳制品公司（Arab Dairy Products Company）宣傳及推廣旗下品牌“熊猫起司”（Panda Cheese）而制作的一套电视广告系列，該廣告於2010年推出。
这些广告以一只会因人们不想尝试该品牌的奶酪而被激怒的大熊猫为主题内容，並在互联网上以病毒式传播，成為眾多網路迷因之一。Ali Ali和Maged Nassar負責编写了这些广告，并由製作公司開羅大象（Elephant Cairo）代理發佈。

## 简介
廣告擁有多個版本，由不同的場景（如超市、辦公室、醫院等）與開首（兒子拿起貨架上的熊貓芝士、公司員工把熊貓芝士塗上麵包、護士將包含熊貓芝士的早餐送到病人面前）去帶出故事，共通之處是都有一个人被提供熊猫起司（或者含有熊貓芝士的食物），但是該人拒绝了。隨著鏡頭一轉，一只站立的大熊猫突然出现在他们面前，同時响起巴迪·霍利（Buddy Holly）的歌曲《True Love Ways》。大熊猫先盯住拒絕熊貓芝士的人几秒，然后音樂中斷，大熊貓开始以暴力摧毁周围的物件发泄，並全程保持沉默。最后，《True Love Ways》再次響起，伴随着镜头转向该款奶酪產品，旁白讀出广告词——“别对熊猫说不”（常见中文空耳音译“潘达，没拿就害死他”）。

## 奖项
- 2010年：Dubai Lynx国际广告展金獎（两次）[3]
- 2010年：坎城國際創意節銀獅獎[4]、匹卡廣告獎（英语：Epica Awards）金奖[5]

## 网络迷因

空白熊猫人，面部可替换成各种人物

在中文互联网（尤其是中国大陆互联网社群）中，不少網民流行使用以熊猫头为特征各种表情包，其最初就是起源于广告《别对熊猫说不》。

## 外部連結
- YouTube上的Never Say No to Panda
- Arab Dairy's Website （页面存档备份，存于）
- Advantage Advertising （页面存档备份，存于）